# Шереметев, Алексей Фёдорович
Алексей Фёдорович Шереме́тев (1700-e — 18 февраля 1760) — генерал-поручик, генерал-провиантмейстер.

## Биография
Сын Фёдора Владимировича Шереметева и Мавры Сергеевны, урожденной Лопухиной. Первоначально находился на военной службе, в чине полковника служил в драгунском полку, из которого, вследствие расстроенного здоровья, именным указом Анны Иоанновны был уволен, награжден чином генерал-майора и 17-го окт. 1741 г. назначен генерал-провиантмейстером. В августе 1743 года, в числе других генералов, Шереметев был назначен в комиссию, собранную для расследования дела подполковника Ивана Степановича Лопухина, его отца — Степана Васильевича Лопухина, матери — Натальи Фёдоровны Лопухиной, графини Анны Бестужевой и многих других, обвинявшихся в государственных преступлениях. 
Шереметев скончался 18 февраля 1760 года. За 4 года до своей смерти он выстроил храм, получивший название Николаевского, в родовой вотчине Шереметевых — деревне Ивановской, Кобяково тож, Коломенского уезда (ныне село Фёдоровское).